# Isla de la Pedrosa (Gerona)

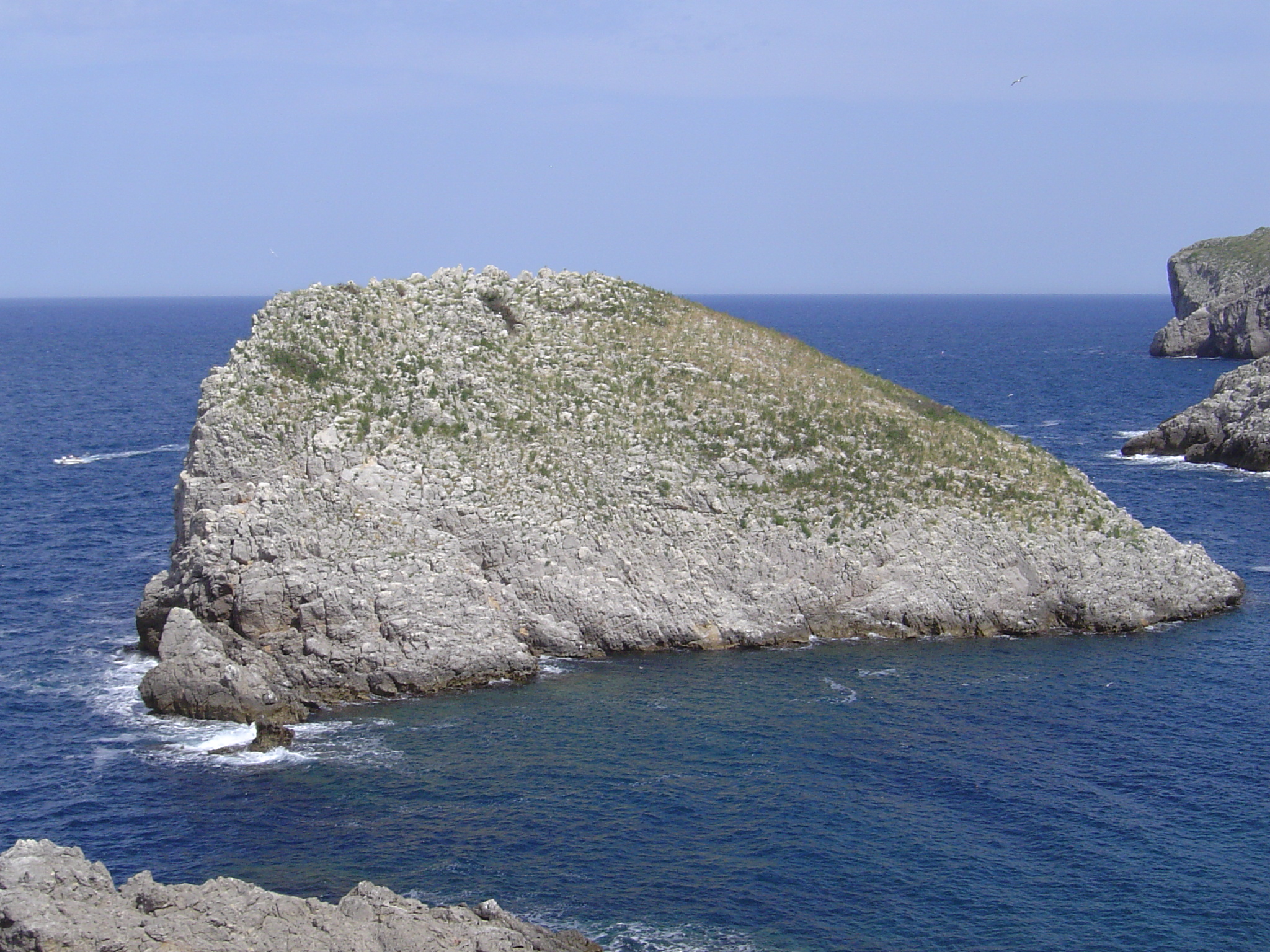
Islote de la pedrosa.

La isla de la Pedrosa es un islote cercano a la costa del macizo del Montgrí al este y protegiendo la cala Pedrosa entre el cabo Castillo, al norte, y el cabo de Oltrera, al sur; dentro del municipio de Torroella de Montgrí en el Bajo Ampurdán, Gerona, España. Es una peña ahusada en sentido noroeste / sudeste con una superficie de 461,08 m² con una elevación máxima de 31,4 m s. n. m. que terminan en acantilados en la vertiente oeste, mientras que la vertiente este baja con un relativamente suave pendiente hasta el mar.
- Datos: Q11683916
- Multimedia: Illa de la Pedrosa / Q11683916